# Araneus spathurus
Araneus spathurus là một loài nhện trong họ Araneidae.
Loài này thuộc chi Araneus. Araneus spathurus được Tord Tamerlan Teodor Thorell miêu tả năm 1890.